# Habronattus cognatus
Habronattus cognatus es una especie de araña saltadora del género Habronattus, familia Salticidae. Fue descrita científicamente por George Williams Peckham y su esposa E. G. Peckham en 1907.
Habita en América del Norte. Esta especie suele ser encontrada en espacios y sitios arenosos con poca vegetación.